# Gerhard Helmig
Gerhard Helmig (* 4. Januar 1922) ist ein ehemaliger deutscher Fußballspieler. In der höchsten Spielklasse des DDR-Fußballs, der Oberliga, spielte er in den 1950er-Jahren für die Betriebssportgemeinschaft (BSG) Motor Zwickau. 

## Sportliche Laufbahn
Nachdem die ZSG Horch Zwickau im Frühjahr 1950 die erste DDR-Meisterschaft gewonnen hatte, nahm die nunmehr als BSG Motor antretende Elf für die Oberligasaison 1950/51 mehrere neue Spieler in ihren Oberligakader auf. Unter ihnen war der 28-jährige Gerhard Helmig. Dieser kam über die gesamte Spielzeit nicht über den Ersatzspielerstatus hinaus. Seinen ersten Oberligaeinsatz hatte er erst im 13. Punktspiel der Zwickauer. Beim 2:0-Sieg über Turbine Halle wurde er anstelle des etatmäßigen Stürmers Lothar Kunack als halbrechter Angreifer aufgeboten. Bis zum Saisonende bestritt Helmig neun weitere Oberligaeinsätze, wobei er im letzten Drittel der Saison regelmäßig spielte, nun im Mittelfeld. Nachdem er in der Spielzeit 1951/52 nur in den beiden letzten Oberligaspielen eingesetzt worden war, verschwand er aus dem Oberligakader der BSG Motor. 
Zur Saison 1954/55 tauchte Gerhard Helmig wieder im DDR-weiten Fußball auf, als Spieler des zweitklassigen DDR-Ligisten Stahl Stalinstadt. Dort bestritt er bei der Begegnung Rotation NO Leipzig – Stahl Stalinstadt (1:0) sein erstes Zweitligaspiel wieder als Mittelfeldspieler. Diese Position behielt Helmig auch während der vier Spielzeiten, die er in Stalinstadt verbrachte. Ab der zweiten Saisonhälfte spielte er regelmäßig und kam schließlich auf 14 Ligaeinsätze, in denen er gegen Ende seine beiden einzigen Tore im höherklassigen Fußball erzielte. Am Saisonende konnte sich Stahl Stalinstadt nicht für künftig eingleisige DDR-Liga qualifizieren und stieg in die neu eingerichtete II. DDR-Liga ab. Mit Helmig verbrachte die BSG Stahl zwei Spielzeiten in der drittklassigen Liga, in der Helmig als Stammspieler regelmäßig als Mittelfeldspieler aufgeboten wurde. 1957 (inzwischen Kalenderjahrsaison) bestritt Helmig, wieder in der DDR-Liga, als 35-Jähriger seine letzte Spielzeit im höherklassigen Fußball. Noch einmal als Mittelfeldspieler eingesetzt fehlte er in den 26 Ligaspielen nur einmal.